# Alejandro Jadresic
Alejandro Jadresic Marinovic je čileanski industrijski inženjer, ekonomist i akademik hrvatskog porijekla. Bio je ministar energetike (1994. – 1998.) u vladi Eduarda Freia.
Jadresic je sin psihijatra, Victora Jadresica Vargasa i profesorice Mimi Marinovic. Studirao je na Liceumu A-8 u Santiagu i primljen je na Čileansko sveučilište nakon što je dobio najviše bodova (812) na Akademskom prijemnom ispitu. Diplomirao je industrijski inženjering na Čileanskom sveučilištu i nastavio je naobrazbu na Harvardu, gdje je doktorirao ekonomiju 1984.
Nakon što je završio obrazovanje u SAD-u, Jadresic se vratio u Čile i radi kao učitelj. Također je postao politički aktivan i podržavao je rušenje Augusta Pinocheta, no uvijek je bio nezavisan i nikada nije pripadao antipinočetovskoj političkoj struji.
Trenutno je dekan na Fakultetu ekonomije i znanosti na Sveučilištu Adolfo Ibáñez, također je član predsjedništva Entela (Čileanska glavna telekomunikacijska kompanija) i direktor Jadresic Consultinga Ltd.
Jadresic je nagrađen Nagradom najboljeg inženjera 2005. od strane škole inženjeringa u Čileu, a odlikovan je i Redom kneza Trpimira.